# Monoidring
Ein Monoidring kann als Verallgemeinerung eines Polynomrings aufgefasst werden. Dabei werden die Potenzen der Variablen durch Elemente aus einem Monoid ersetzt, was im Folgenden exakt definiert wird.

## Definition
Sei {\displaystyle R} ein kommutativer Ring mit Eins und {\displaystyle G} ein Monoid, dann ist
{\displaystyle R[G]:=\{\alpha \colon G\to R{\ {\big |}\ }\alpha (x)=0{\text{ für alle bis auf endlich viele }}x\}\,}
mit der Addition
{\displaystyle (\alpha +\beta )(x):=\alpha (x)+\beta (x)}
und der Faltung
{\displaystyle (\alpha \beta )(z):=\sum _{xy=z}{\alpha (x)\beta (y)}}
als Multiplikation ein Ring. Die Konstruktion ist der des Polynomrings nachempfunden.
Man schreibt {\displaystyle a\cdot x} oder einfach {\displaystyle ax}
für die Abbildung {\displaystyle \alpha \in R[G]}, die an der Stelle {\displaystyle x} den Wert {\displaystyle a} und ansonsten {\displaystyle 0} annimmt. Beispielsweise gilt dann
{\displaystyle (a\cdot x)(b\cdot y)=(ab)\cdot (xy)\quad {\text{für }}a,b\in R{\text{ und }}x,y\in G.}
{\displaystyle R[G]} besitzt ein Einselement, nämlich {\displaystyle 1\cdot e}, wobei {\displaystyle 1} das Einselement von {\displaystyle R} und {\displaystyle e} das Neutralelement von {\displaystyle G} ist.
Ist {\displaystyle G} eine Gruppe, so heißt {\displaystyle R[G]} Gruppenring oder Gruppenalgebra; auch die Schreibweise {\displaystyle RG} ist üblich.
{\displaystyle R[G]} wird zur {\displaystyle R}-Algebra via {\displaystyle r\sum _{i}r_{i}g_{i}:=\sum _{i}rr_{i}g_{i}}

## Eigenschaften
- {\displaystyle R[G]} ist genau dann ein kommutativer Ring, wenn {\displaystyle G} als Monoid kommutativ ist oder {\displaystyle R} der Nullring ist.
- Jedes Element {\displaystyle \alpha \in R[G]} lässt sich eindeutig schreiben als {\displaystyle \alpha =\sum _{x\in G}a_{x}\cdot x} mit {\displaystyle a_{x}:=\alpha (x)}
- Falls {\displaystyle R} nicht der Nullring ist, sind {\displaystyle R} und {\displaystyle G} auf natürliche Weise in {\displaystyle R[G]} eingebettet, nämlich durch die injektiven Ring- bzw. Monoidhomomorphismen {\displaystyle f_{0}\colon R\to R[G],~f_{0}(r)=r\cdot e} und {\displaystyle f_{1}\colon G\to R[G],~f_{1}(x)=1\cdot x}, wobei {\displaystyle 1\cdot x} wie oben definiert ist.
- Falls {\displaystyle R} der Nullring ist, dann ist {\displaystyle R[G]} isomorph zum Nullring
- Falls {\displaystyle G} ein Monoid ist, {\displaystyle A,B} kommutative Ringe und {\displaystyle f\colon A\to B} ein Ringhomomorphismus, dann gibt es einen eindeutigen Homomorphismus {\displaystyle h\colon A[G]\to B[G]}. sodass {\displaystyle h\left(\sum _{x\in G}a_{x}x\right)=\sum _{x\in G}f(a_{x})x}

## Universelle Eigenschaft
Der Monoidring bzw. die Monoidalgebra kann auch – bis auf Isomorphie – über eine universelle Eigenschaft definiert werden. Seien {\displaystyle G} und {\displaystyle R} wie oben definiert. Es bezeichne {\displaystyle \mathbf {Mon} } die Kategorie der Monoide und {\displaystyle \mathbf {Alg_{R}} } die Kategorie der (assoziativen) {\displaystyle R}-Algebren. Sei {\displaystyle U\colon \mathbf {Alg_{R}} \to \mathbf {Mon} } der Vergissfunktor, d. h. der Funktor, der jeder {\displaystyle R}-Algebra ihr multiplikatives Monoid zuordnet.
Dann ist die kanonische Einbettung {\displaystyle \phi \colon G\to U(R[G]),g\mapsto 1g} universell, d. h.: Falls wir noch einen anderen Monoid-Homomorphismus {\displaystyle f\colon G\to U(A)} in das multiplikative Monoid einer {\displaystyle R}-Algebra {\displaystyle A} haben, dann existiert genau ein {\displaystyle R}-Algebra-Homomorphismus {\displaystyle {\bar {f}}\colon R[G]\to A}, so dass {\displaystyle U({\bar {f}})\circ \phi =f}.
In der obigen Konstruktion der Monoidalgebra sieht {\displaystyle {\bar {f}}} wie folgt aus: {\displaystyle {\bar {f}}\left(\sum _{i}r_{i}g_{i}\right)=\sum _{i}r_{i}f(g_{i})}.
Wenn wir den Funktor, der jedem Monoid seine Monoidalgebra über {\displaystyle R} zuordnet, mit {\displaystyle F} bezeichnen, ist also {\displaystyle F} linksadjungiert zu {\displaystyle U}. So erhalten wir eine sehr kurze Definition der Monoidalgebra, jedoch muss man immer noch die Existenz beweisen.

## Beispiele
- {\displaystyle R[\mathbb {N} _{0}]} ist isomorph zum Polynomring in einer Unbestimmten über {\displaystyle R}.
- Ist allgemeiner {\displaystyle G} ein freies kommutatives Monoid in {\displaystyle n} Erzeugern, so ist {\displaystyle R[G]} isomorph zum Polynomring in {\displaystyle n} Unbestimmten über {\displaystyle R}.

## Spezialfälle
- Es sei {\displaystyle G} eine lokalkompakte topologische Gruppe. Ist {\displaystyle G} nicht diskret, so enthält der Gruppenring {\displaystyle \mathbb {C} [G]} keine Information über die topologische Struktur von {\displaystyle G}. Deshalb nimmt seine Rolle die Faltungsalgebra der integrierbaren Funktionen ein: Sei {\displaystyle \mu } ein linksinvariantes Haarmaß auf {\displaystyle G}, dann bildet der Raum {\displaystyle L^{1}(G,\mu )} mit der Faltung

{\displaystyle (f*g)(\sigma )=\int _{G}f(\tau )g(\tau ^{-1}\sigma )\,\mathrm {d} \mu (\tau )}
als Produkt eine Banachalgebra.
- Ist {\displaystyle A} ein Ring und {\displaystyle G} eine totalgeordnete Gruppe, deren Ordnung kompatibel mit der Gruppenoperation ist, d. h.

aus {\displaystyle \alpha <\beta } und {\displaystyle \gamma <\delta } folgt {\displaystyle \alpha \gamma <\beta \delta },
so sei
{\displaystyle S(G,A)=\{f\colon G\to A\mid \operatorname {supp} f{\text{ wohlgeordnet}}\}}
mit {\displaystyle \operatorname {supp} f:=\{g\in G\mid f(g)\neq 0\}}. Mit der Faltung als Multiplikation und der komponentenweisen Addition wird {\displaystyle S(G,A)} zu einem Ring. Ist {\displaystyle A} ein Körper, so ist {\displaystyle S(G,A)} ein Schiefkörper. Ist beispielsweise {\displaystyle G=\mathbb {Z} } mit der natürlichen Ordnung, so ist {\displaystyle S(G,A)} der Ring der formalen Laurentreihen mit Koeffizienten in {\displaystyle A}.